# Apeadero de Soalheira
El Apeadero de Soalheira es una plataforma de la Línea de la Beira Baixa, que sirve a la localidad de Soalheira, en el Distrito de Castelo Branco, en Portugal.

## Historia
Aunque el tramo donde está situado, entre las Estaciones de Abrantes y Covilhã de la Línea de la Beira Baixa, había sido abierto a la circulación el 6 de septiembre de 1891, esta plataforma no entró en servicio, con la categoría de apeadero, hasta el 3 de septiembre de 1926.